# بلیووو
بلیووو (به بلغاری: Belyovo) روستایی در بلغارستان است که در استان بلاگووگراد واقع شده‌است.